# Bismark (Germania)
Bismark (Altmark) è una città tedesca situata nel land della Sassonia-Anhalt.
Il 1º gennaio 2010 vi sono stati aggregati i comuni di Badingen, Berkau, Büste, Dobberkau, Garlipp, Grassau, Hohenwulsch, Holzhausen, Käthen, Kläden, Könnigde, Kremkau, Meßdorf, Querstedt, Schäplitz, Schernikau, Schorstedt e Steinfeld ed il 1º settembre 2010 il comune di Schinne.

## Storia
Sotto il dominio di Alberto I di Brandeburgo la zona venne popolata da contadini dei Paesi Bassi. Il nome della città sembra derivi dal vicino fiumiciattolo Biese,  o da Bischof mark, Marca del vescovo. Nel 1815 passò dalla Marca di Brandeburgo alla nuova provincia di Sassonia. Un certo Herbordus di Bismark ricoprì la carica di scoltetto a Stendal attorno al 1270; il suo discendente più famoso, il cancelliere Otto von Bismarck, ricevette la cittadinanza onoraria di Bismark nel 1895.